# Torre de Don Borja
La Torre de Don Borja es un edificio situado en la antigua plaza del mercado del casco histórico de Santillana del Mar (Cantabria, España), declarado todo él conjunto histórico-artístico (hoy bien de interés cultural) en 1943. De probable origen medieval, la construcción actual data del siglo XV. Su nombre se debe a don Borja Barreda, titular del mayorazgo en 1844. Históricamente ha recibido los sobrenombres de Torre de Don Borja-Bracho, La Torrona y Torre de la Infanta.
Constituye un conjunto con otro volumen, separado de él por un patio del siglo XVI, y está adosada a otras construcciones. Su planta es cuadrada. Presenta tres alturas y una cubierta a cuatro aguas. Parte de la planta baja de la torre, en su fachada de la plaza, es soportal cuya entrada es un arco apuntado, por el que se accede al interior de la torre. La fachada posee dos escudos góticos con las armas de la familia Barreda, protegidos por dos piedras salientes. Los siglos han efectuado varias reformas en la torre. Las más visibles son las de las ventanas de la primera planta, que originalmente eran mucho menores y se han agrandado hacia abjo, y las de las almenas, que ya no existen.
La casa-torre fue propiedad, en diversas ocasiones, de las familias Barreda y Güell. Después pasó a manos de la infanta María de la Paz de Borbón, regalada por Juan Antonio Güell y López, conde de Güell y marqués de Comillas, y luego a la princesa de Baviera e infanta española María de las Mercedes de Baviera y Borbón. Fue restaurada en 1981 para convertirse en sede de la Fundación Santillana. En 2018 la Torre de Don Borja fue adquirida, a través de la empresa Timón, por los herederos de Jesús Polanco y Pancho Pérez González, impulsores de la Fundación Santillana. Tras una nueva rehabilitación, abrió sus puertas nuevamente en el verano de 2019. En la actualidad es un centro cultural dependiente de las familias Polanco y Pérez Arauna que basa su programación en exposiciones de arte contemporáneo, encuentros con creadores y visitas guiadas al edificio.